# Kaspar Schmucker
Kaspar Schmucker född på 1500-talet och det är känt att han levde omkring 1580 i tyska Bayern.
Han finns representerad i bland annat Den svenska psalmboken 1986 med texten till en psalm (nr 560), som översattes från tyska till svenska av Petrus Brask. I tidigare psalmböcker uppges superintendenten Ludwig Helmbold vara upphovsman till den tyska texten och Haquinus Magni Ausius ha översatt texten till svenska.

## Psalmer
- Var glad, min själ, och fatta mod, (diktad på tyska 1578) (1695 nr 238,  1819 nr 230, 1986 nr 560) skriven 1578